# 李天芳
李天芳（1941年8月25日—），女，陕西西安人，中国作家，陕西省文学艺术界联合会原副主席，中国作家协会名誉委员，陕西师范大学兼职教授。